# Западноафриканский дельфин
Западноафрика́нский дельфи́н, или камеру́нский дельфи́н, или соталия Кюкенталя, или западная соталия, или африканская суза (лат. Sousa teuszii) — млекопитающее из рода горбатых дельфинов (Sousa) семейства Дельфиновых (Delphinidae).

## Внешний вид
Из-за нестабильной политической обстановки в Анголе зоологи не имели возможности тщательно изучить западноафриканских дельфинов. Длина тела 120—250 см. Масса от 75 до 150 кг. Половой диморфизм отсутствует. Западноафриканские дельфины известны своим необычным спинным плавником. Длина плавника около 15 см, он имеет изогнутую форму, как и у большинства дельфинов, однако вместо того, чтобы возвращаться обратно к спине дельфинов, плавник ещё раз направляется вверх, создавая своеобразный горб. Грудные плавники имеют длину до 30 см, а ширина их лопастей около 45 см. Окрас западноафриканских дельфинов меняется с возрастом. Молодые дельфины имеют светло-кремовый окрас, с возрастом они становятся более серыми. В верхней челюсти располагается 27—30 пар зубов, в нижней — 27—28 пар. Толщина зубов около 7 мм.

## Поведение
Западноафриканские дельфины ведут в основном одиночный образ жизни, путешествуют и кормятся в одиночку. Если и возникают группы, то они небольшие, от 2 до 10 дельфинов. В группах чаще живут молодые особи, затем они расходятся и ведут одиночный образ жизни. Эти дельфины медленнее других представителей семейства дельфиновых. Могут выпрыгивать из воды на 120 см.
Западноафриканские дельфины обладают рядом интересных особенностей поведения, которые присущи всем дельфиновым. Учёные объясняют это большим отношением массы мозга к массе тела. Эти дельфины используют эхолокацию для сенсорных целей.
Обитают в тропических водах вблизи побережья Западной Африки. Они не решаются отплывать на более чем 1—2 км от берега, чтобы избежать столкновения с косатками. В случае нападения косаток западноафриканские дельфины прячутся в рифах.
Питаются самостоятельно или в небольших группах. Рацион состоит из рыбы — сардины и кефаль. Подгоняя рыб к земле, они создают такую ситуацию, при которой у жертвы нет возможности убежать. Иногда могут питаться мелкими ракообразными и захватывать плоды мангровых деревьев и водоросли.
Размножение западноафриканских дельфинов мало изучено. Роды зарегистрированы с декабря по февраль, но они могут произойти в течение всего года. Рождается один детёныш. И хотя возраст половой зрелости неизвестен, большинство дельфинов способны размножаться в возрасте от четырёх до восьми лет.

## Распространение
Западноафриканские дельфины распространены в восточной части тропической Атлантики, их ареал ограничен прибрежными и внутренними водами. Найдены в Анголе, Камеруне, Республике Конго, Габоне, Гамбии, Либерии, Мавритании, Нигерии, Сенегале.

## Охранный статус
Западноафриканские дельфины входят в число уязвимых видов, так как численность популяции продолжает снижаться, и сейчас составляет значительно меньше 10 тысяч особей. Главной угрозой является запутывание дельфинов в рыболовных сетях. В Сенегале также происходит охота на китов в качестве продукта питания. Прямыми угрозами являются загрязнение окружающей среды и разрушение мест обитания. Чрезмерное рыболовство также снижает численность дельфинов, так как отнимает у них продукты питания.
Западноафриканские дельфины причислены к Приложению I СИТЕС.